# Louis Brunner

Louis Brunner

Ludwig (Louis) Brunner (* 4. März 1865 in Erbach; † 9. Oktober 1950 in West-Berlin) war ein deutscher Gewerkschafter und Politiker (SPD). Bekannt wurde er als einer der Organisatoren der freigewerkschaftlichen Eisenbahnerbewegung.

## Leben und Wirken

### Leben im Kaiserreich (1865 bis 1919)
Nach dem Besuch der Volksschule in Stockheim bei Erbach absolvierte Brunner eine Ausbildung zum Elfenbeinschnitzer und eine Drechslerlehre. Anschließend war er bis 1893 in seinem erlernten Beruf sowie als Maschinenarbeiter, Werkzeugmacher und als Gehilfe in einer Buchhandlung tätig.
Bereits 1887 war Brunner Mitglied der freien Gewerkschaften und der SPD geworden, in der er nun verstärkt Funktionärsaufgaben übernahm: nachdem er zeitweise die Hamburger Zahlstelle des Drechslerverbandes geleitet hatte, wurde er – zusammen mit Carl Legien – in die zentrale Lohnkommission dieser Gewerkschaft aufgenommen. Dort beteiligte er sich an der Organisation von Streiks und an Spendensammlungen in ganz Deutschland. 1889 erfolgte die Wahl Brunners zum Vorsitzenden der Kommission. Auf Grund des Sozialistengesetzes – mit dem Bismarck die Sozialdemokratie bekämpfte – musste Brunner im selben Jahr eine kurze Haftstrafe verbüßen. Als Legien seinerseits ein Jahr später vorübergehend in Haft genommen wurde, ersetzte Brunner ihn vorübergehend als Schriftführer der Verbandszeitschrift des Drechslerverbandes. Danach amtierte Brunner noch bis 1891 als stellvertretender Vorsitzender des Verbandes. Die Wahl zum ersten Vorsitzenden lehnte er jedoch ab. 
In den Jahren 1893 bis 1903 bekleidete Brunner den Posten des Kassierers der Ortskrankenkasse der Tabakarbeiter in Hamburg. Nebenbei fungierte er als nichtständiger Hilfsarbeiter bei der Generalkommission der Gewerkschaften Deutschlands, wo er zeitweise mit der Leitung des Versands der Gewerkschaftszeitung Correspondenzblatt betraut war. Ein Schwerpunkt von Brunners gewerkschaftlichen Arbeit zu dieser Zeit bildete die Organisation der Beschäftigten bei der Eisenbahn. Bereits 1899 hatte er die Verantwortung für die Finanzen des „Verbandes der Eisenbahner Deutschlands“ übernommen. Nachdem der Vorsitzende des Verbandes, Heinrich Bürger, zu einer Gefängnisstrafe verurteilt worden war, übernahm Brunner die faktische Leitung des Verbandes. 
Ab 1903 wurde Brunner als hauptamtlicher Beschäftigter der Generalkommission der Gewerkschaften in Berlin beschäftigt, in dem ihm die Leitung der statistischen Abteilung oblag. In dieser Eigenschaft legte er zahlreiche in der Gewerkschaftspresse veröffentlichte Berichte sowie die Studie „Die deutschen Gewerkschaften 1891-1904 in geographischer und statistischer Darstellung“ vor. 1908 legte er eine ähnliche Schrift nach. Die von Brunner in diesem Jahr erhoffte Wahl in den Vorstand der freien Gewerkschaften kam jedoch nicht zustande.
Parallel zur Tätigkeit in der Gewerkschaftszentrale blieb Brunner auch der Eisenbahnerorganisation verbunden: Eingedenk der Schwäche und Stagnation des Verbandes unterstützte er den Vorschlag die Eisenbahner als Reichssektion in die deutlich stärkere Transportarbeitergewerkschaft aufzunehmen. Nach dem Vollzug dieses Schrittes führte er von 1908 bis 1916 die Reichssektion der Eisenbahner innerhalb des Transportarbeiterverbandes. In der internationalen Gewerkschaftsbewegung übernahm er einen analogen Posten als Mitglied im Zentralrat des Internationalen Transportarbeiterverbandes. Kontakt zur Basis seines Verbandes hielt er als Redakteur der Verbandszeitschrift Weckruf.
1916, während des Ersten Weltkrieges, kam es nach langen Jahren der Repression zur Lockerung der antigewerkschaftlichen Haltung des Staates. Brunner und andere nutzten die Gunst der Stunde um den Deutschen Eisenbahner-Verband (DEV) zu gründen, dessen Vorsitzender Brunner bis 1921 blieb. In Brunners Amtszeit fiel auch der explosionsartige Anstieg der Mitgliedszahlen des Verbandes, die nach der Novemberrevolution von 1918 bis Mitte 1919 auf mehr als 550.000 anwuchs.

### Weimarer Republik (1919 bis 1933)
Unmittelbar nach Kriegsende wurde Brunner in den Bundesvorstand des Allgemeinen Deutschen Gewerkschaftsbundes (ADGB) aufgenommen, dem er bis 1928 angehörte. Von 1919 bis 1920 gehörte Brunner der verfassungsgebenden Landesversammlung in Preußen an. Bereits ein Jahr später, im Juni 1920, zog er als Reichswahlvorschlag der SPD in den ersten Reichstag der Weimarer Republik ein, dem er bis zum Mai 1924 angehörte. Sein preußisches Landtagsmandat legte Brunner nach seiner Wahl in den Reichstag nieder.
In der Eisenbahnergewerkschaft war Brunner in diesen Jahren aufgrund seiner gemäßigten Haltung in der Frage des Staatsumbaus nach der Republikgründung – so in der Rätefrage – umstritten. Ablehnung schlug ihm vor allem von Seiten der radikalen Linken entgegen. Auf Kritik stieß auch seine widersprüchliche Haltung in Arbeitskämpfen und seine Ämterhäufung. Bleibendes Ansehen gewann er hingegen als einer der Organisatoren des Generalstreiks bei den Eisenbahnen, der 1920 maßgeblich zum Zusammenbruch des rechtsextremen Kapp-Putsches beitrug.
Nach seiner Niederlage bei einem innergewerkschaftlichen Konflikt wurde Brunner Vertreter des DEV beim neugegründeten „Deutschen Verkehrsbund“, der unter Einschluss der Beamten von Post und Bahn eine Dachorganisation für das gesamte Transport- und Verkehrsgewerbe bilden sollte. Für die restliche Dauer der Weimarer Republik war Brunner hauptamtlicher Beschäftigter des Bundes. Auch diese Funktion flankierte Brunner durch Tätigkeit als Redakteur der Verbandszeitschrift. Das Hauptziel des Verbandes, nämlich alle Beschäftigten zu organisieren, scheiterte bereits 1922 mit der Gründung des Allgemeinen Deutschen Beamtenbundes. Der Verkehrsbund entsprach schließlich im Kern dem alten Transportarbeiterverband und einiger Organisationen von Beschäftigten der Post. 1930 trat er in Ruhestand.

## Schriften
- Die deutschen Gewerkschaften, Berlin 1908.
- Das Koalitionsrecht der Eisenbahner, Hamburg 1911.